# 59388 Monod
59388 Monod este un asteroid din centura principală de asteroizi.

## Descriere
59388 Monod este un asteroid din centura principală de asteroizi. A fost descoperit pe 24 martie 1999 la Monte Agliale de Matteo Santangelo. El prezintă o orbită caracterizată de o semiaxă mare de 2,40 ua, o excentricitate de 0,12 și o înclinație de 4,1° în raport cu ecliptica.